# Melophlus sarassinorum
Melophlus sarassinorum är en svampdjursart som beskrevs av Thiele 1899. Melophlus sarassinorum ingår i släktet Melophlus och familjen Ancorinidae. Inga underarter finns listade i Catalogue of Life.